# Atheta heymesi
Atheta heymesi är en skalbaggsart som beskrevs av Hubenthal 1913. Atheta heymesi ingår i släktet Atheta, och familjen kortvingar. Arten är reproducerande i Sverige.